# Адамяк Іван Кирилович
Адамяк Іван (Джон) Кирилович (нар. 22. VIII 1910, США) був діячем української трудової еміграції в США. 

## Життєпис
З 1971 він очолював правління «Лемко-Союзу». Адамяк активно виступав за зміцнення культурних зв'язків української трудової еміграції з Радянською Україною.